# Masahisa Fujita
Pour les articles homonymes, voir Fujita.
Masahisa Fujita, (藤田昌久 Fujita Masahisa) (21 juillet 1943 - ) est un économiste japonais, professeur à l'Université de Kyoto. Il est spécialisé en économie spatiale (science régionale, commerce international et surtout économie urbaine).

## Biographie
Fujita est docteur de l'Université de Pennsylvanie (1972) où il a suivi les enseignements de Walter Isard. Il y a enseigné pendant près de vingt ans.
Fujita est connu comme l'un des pionniers de la Nouvelle économie géographique, au même titre que Paul Krugman. Ils ont d'ailleurs partagé le premier Prix Alonso. Fujita avait déjà reçu le Prix Tord Palander en 1983 et le Prix Walter Isard en 1998.

## Publications
- Economics of Agglomeration - Cities, industrial Location, and Regional Growth(avec Jacques-Francois Thisse)(2002, Cambridge University Press)  (ISBN 0521805244)
- The Spatial Economy - Cities, Regions and International Trade (avec Paul Krugman et Anthony Venables)(1999, MIT press) (ISBN 0-262-06204-6)
- Urban Economic Theory - Land use and city size(1989, Cambridge University Press) (ISBN 0521346622)
- Spatial Development Planning(1978, North-Holland Pub. Co) (ISBN 0444851577)